# Gramática del catalán
La gramática catalana es el estudio del sistema de la estructura lingüística del catalán. 

## Descripción tipológica
Como el resto de lenguas románicas el catalán es una lengua flexiva fusionante. Eso significa que las palabras cambian de forma según accidentes gramaticales (género, número, caso, tiempo, aspecto, etc). El carácter fusionante se refleja en que un morfema puede llevar simultáneamente información sobre varias categorías (por ejemplo en la forma verbal verbo cantaves 'cantabas' el morfema -ve- indica simultáneamente tanto modo indicativo, como tiempo pasado y aspecto imperfecto.
Los artículos, nombres y adjetivos cambian de forma según el valor expresado en las categorías de género y número. Los verbos cambian de forma según un número aún mayor de categorías, persona-número, tiempo-aspecto-modo (es en estas categorías donde aparece el mayor grado de fusión o sincretismo).

## Morfología
En catalán, como en las demás lenguas, todos los nombres tienen género gramatical (aunque se trate de seres inanimados o abstractos). En catalán los dos géneros existentes se denominan «masculino» y «femenino». Si bien para los nombres que designan a seres animados, en especial personas, existe una alta correlación entre género gramatical y sexo. Para nombres inanimados o abstractos, la asignación de género gramatical depende en alto grado de la fonología de la palabra (terminación): el llibre (el libro), la taula (la mesa), aunque el género no es enteramente predictible de la forma fonética (como sucede en las lenguas románicas). Los adjetivos también distinguen género y cuando un adjetivo complementa a un nombre estos deben concordar en el valor asignado a la categoría de género.
En el singular muchos femeninos, al igual que sucede en muchas lenguas romances, terminan en -a, pero en general también son femeninos otros nombres que derivan de palabras latinas de género femenino. Muchos nombres masculinos se caracterizan por terminar en consonante o -e.  En general los masculinos terminados con consonante derivan de palabras latinas en -U(M), ya que en la lengua muchas vocales átonas finales (excepto la -A) se elidieron. Ejemplos:
nen 'niño' / nena 'niña'
gall < GALLU / gallina < GALLINA
La -e aparece como terminación de masculino cuando su elisión provocaría un grupo consonántico final, o tras ciertas consonantes.
En catalán como en otras lenguas románicas existen alternancias de género para expresar término semánticamente relacionadas, en estas palabras las terminaciones funcionan derivativamente y no flexivamente ya que existen cambios de significado. Como en los siguientes pares donde alterna el género para expresar significados cercanos. Por ejemplo: 
- el cap (‘la cabeza’), la capa (‘la capa’)
- el roc (‘la piedra’), la roca (‘la roca’).

Estos pares son paralelos a lo que sucede en castellano en otros pares:
- el avión / la avioneta
- el bolso / el bolsillo / la bolsa

Hay nombres que no cambian de formas cuando pasan del singular al plural. Por ejemplo:
- el pols (‘el pulso’) y els pols (‘los pulsos’)
- el temps (‘el tiempo’) y els temps (‘los tiempos’)
- la tos (‘la tos’) y les tos (‘las toses’)

Los nombres de seres animados no humanos se pueden dividir en cuatro clases
- Masculinos que se referieren a macho o hembra:
  - un cocodril (‘un cocodrilo’)
  - un rossinyol (‘un ruiseñor’)
- Femeninos que se referieren a macho o hembra: 
  - una guineu (‘un zorro’)
  - una sargantana (‘una lagartija’)
- Formas diferentes para el macho y la hembra: 
  - un cavall (‘un caballo’), una egua (‘una yegua’)
  - un brau (‘un toro’), una vaca (‘una vaca’)
- Formas con la misma raíz: 
  - un gos (‘un perro’), una gossa (‘una perra’)
  - un lleó (‘un león’), una lleona (‘una leona’)

Los nombres referidos a humanos pueden ser divididos en los siguientes grupos:
- Solo masculinos: 
  - un fuster (‘un carpintero’)
  - un paleta (‘un albañil’)
- Solo femeninos: 
  - una pentinadora (‘una peinadora’)
- Ambos: 
  - un modista (‘un modisto/a’), una modista (‘una modista’)
  - un fraticida (‘un fratricida’), una fraticida (‘una fratricida’)
- Ambas formas con la misma, o similar, raíz: 
  - un cuiner (‘un cocinero’), una cuinera (‘una cocinera’)
  - un mestre (‘un maestro’), una mestra (‘una maestra’)
- Ambas formas con diferentes raíces: 
  - un home (‘un hombre’), una dona (‘una mujer’)
  - un amo (‘un amo’), una mestressa (‘una ama’)
- Idéntica raíz con diferentes terminaciones: 
  - un actor (‘un actor’), una actriu (‘una actriz’)
  - un metge (‘un médico’), una metgessa (‘una médica’)
- Doble posibilidad: 
  - un advocat (‘un abogado’), una advocada o una advocadessa (‘una abogada’)
  - un poeta (‘un poeta’), una poeta o una poetessa (‘una poetisa’)
  - un déu (‘un dios’), una dea o una deessa (‘una diosa’)
- Las palabras -iu pueden tomar -iva.

### Artículos
El artículo definido presentan las siguientes formas:
| Nombre   | Masculino | Femenino |
| -------- | --------- | -------- |
| singular | el, l’    | la, l’   |
| plural   | els       | les      |

Además el artículo indefinido típico de las lenguas románicas que presenta las siguientes formas:
| Nombre   | Masculino | Femenino |
| -------- | --------- | -------- |
| singular | un        | una      |
| plural   | uns       | unes     |

### Adjetivos
En catalán, el adjetivo tiene género y número como el nombre al que califica. Los adjetivos se pueden dividir en tres grupos:
- Cuatro formas: singular masculino: blanc (blanco), singular femenino: blanca, plural masculino: blancs, plural femenino: blanques.
- Tres formas: singular: feliç (feliz), plural masculino: feliços, plural femenino: felices.
- Dos formas: singular: diferent (diferente), plural: diferents.

### Pronombres personales
En catalán los pronombres personales tienen al igual que en español formas diferentes según su función sintáctica:
| Persona            | Tónico            | Tónico      | Clítico (débil) | Reflexivo     | Posesivo                | Posesivo      |
| Persona            | Indep. (enfático) | Oblicuo     | Clítico (débil) | Reflexivo     | Forma 1                 | Forma 2       |
| ------------------ | ----------------- | ----------- | --------------- | ------------- | ----------------------- | ------------- |
| 1.ª singular       | jo                | mi          | em, me m', 'm   | em, me m', 'm | (el) meu (la) meva      | mon ma        |
| 2.ª singular       | tu                | tu          | et, te t', 't   | et, te t', 't | (el) teu (la) teva      | ton ta        |
| 3.ª singular masc. | ell               | ell         | el, lo l', 'l   | es, se s', 's | (el) seu (la) seva      | son sa        |
| 3.ª singular fem.  | ella              | ella        | la l'           | es, se s', 's | (el) seu (la) seva      | son sa        |
| 1.ª plural         | nosaltres         | nosaltres   | ens, nos 'ns    | ens, nos 'ns  | (el) nostre (la) nostra | nostre nostra |
| 2.ª plural         | vosaltres         | vosaltres   | us, vos         | us, vos       | (el) vostre (la) vostra | vostre vostra |
| 3.ª plural         | ells, elles       | ells, elles | els, los 'ls    | es, se s', 's | (els) seu (les) seva    | llurs         |
La forma independiente es tónica y se usa opcionalmente como en español como sujeto enfático o como respuesta a una pregunta. La forma clítica o débil aparece como clítico verbal para objeto directo. La forma oblicua se usa tras preposición. Las formas reflexivas y posesivas se usan como en español.

#### Pronombres débiles (clíticos)
La forma de los pronombres débiles depende de la posición que tienen respecto al verbo, la persona, el género gramatical y, finalmente, la función sintáctica.
El diagrama de abajo muestra todas las formas diferentes. Los pronombres de la columna A se usan cuando el verbo comienza en consonante; los de la columna B cuando el verbo comienza en vocal; los de la columna C cuando el verbo acaba en consonante; finalmente, los de la columna D se usan cuando el verbo acaba en vocal. Por ejemplo: em sentiu (me escucháis), m'agrada (me gusta), no vol seguir-me (no quiere seguirme), dóna'm un llibre (dame un libro).
Los pronombres li, ho, o hi, quedan invariables, mientras que el pronombre en tiene cuatro formas: en, n', -ne y 'n. Por ejemplo: en tinc, n'agafe, porta'n, porteu-ne.
Pronombres débiles: diagrama
|   |                 | Antes del verbo | Antes del verbo | Después del verbo | Después del verbo |
| A | B               | C               | D               |                   |                   |
| - | --------------- | --------------- | --------------- | ----------------- | ----------------- |
| 1 | 1               | em              | m’              | me                | ’m                |
| 2 | 2               | et              | t’              | te                | ’t                |
| 3 | reflex.         | es              | s’              | se                | ’s                |
| 3 | CD (masc)       | el              | l’              | -lo               | ’l                |
| 3 | CD (fem)        | la              | l’              | -la               | -la               |
| 3 | CI              | li              | li              | -li               | -li               |
| 1 | 1               | ens             | ens             | -nos              | ’ns               |
| 2 | 2               | us              | us              | vos               | us                |
| 3 | reflex.         | es              | s’              | -se               | ’s                |
| 3 | CD (masc)       | els             | els             | -los              | ’ls               |
| 3 | CD (fem)        | les             | les             | -les              | -les              |
| 3 | CI (masc i fem) | els             | els             | -los              | ’ls               |

- (a) Forma reflexiva y pronominal.
- (b) Complemento directo (masculino).
- (c) Complemento directo (femenino).
- (d) Complemento indirecto.

- (a) Reflexivo: La nena es renta (La niña se limpia). Pronominal: Tothom es va penedir (Todo el mundo se arrepintió).
- (b) Complemento directo (masculino): Ahir el vaig veure (Ayer lo vi), Anit els vaig convidar a sopar (Anoche les invité a cenar).
- (c) Complemento directo (femenino): Ahir la vaig veure (Ayer la vi), Anit les vaig convidar a sopar (Anoche las invité a cenar).
- (d) Complemento indirecto (masculino o femenino): Li donaràs el llibre? (¿Le darás el libro?), Els donaràs el llibre? (¿Les darás el libro?).

#### Orden y combinación de los pronombres débiles
La fórmula general de combinación es:
| se | 2a p / 1a p (CI/CD) |                                 |                      | V |
|    | 2a p / 1a p (CI)    | el, la, els, les, ho (CD)       |                      | V |
|    | 3a p: (li, els, CI) | 3a p: el, la, els, les, ho (CD) | adverbiales (en, hi) | V |
|    | 2a p / 1a p (CI)    | adverbiales (en, hi)            |                      | V |
Siguiendo el orden de la fórmula, siempre hacia la derecha, cualquier combinación de dos o más pronombres débiles es gramaticalmente posible. 
No se admite la combinación de ho + en (*n'ho), o hi (*ho hi); o de en + en, ho + ho o hi + hi.
El apóstrofo en la combinación de dos pronombres débiles siempre se coloca lo más a la derecha posible: se't, se'ns, se'm, se'n, te'm, te'ls, te'l, te'n, etc.
Las combinaciones de el y la con en se escriben l'en y la'n respectivamente, por ejemplo: 
- No puc treure-l'en (el meu fill, del col·legi) - No puedo sacarlo (mi hijo, del colegio)
- No puc treure-la'n (la meva filla, del col·legi) - No puedo sacarla (mi hija, del colegio)

Ortográficamente algunas combinaciones usan hi aunque no procedan de adverbiales: li + el/la > li'l /li+l/ > l'hi /li/ (la forma li'l se usa en la comunidad valenciana, mientras que la forma ortográfica l'hi es la usada en catalán oriental estándar (Cataluña oriental y Baleares). Igualmente en plural li + els > li'ls /li+ls/ > els hi /ls+i/ o 'li + les > li les > les hi.

### El verbo
En catalán, el verbo se comporta de manera similar al de las demás lenguas romances, posee tres modos (indicatiu, subjuntiu e imperatiu), dos voces (activa y passiva), tres tiempos (passat, present y futur) y dos aspectos (perfecte e imperfecte). Las raíces verbales se agrupan en cuatro paradigmas flexivos o conjugaciones:
- Primera conjugación: acabados en -ar. Ejemplo: cantar (cantar).
- Segunda conjugación: acabados en -re, -er o -r. Ejemplo: batre 'batir', coure 'cocer' (del latín cóquere), haver 'haber', témer 'temer', dur 'llevar (lat. dúcere).
- Tercera conjugación: acabados en -ir. Ejemplo: sentir 'sentir', patir 'padecer, sufrir' (lat. *patīre < lat. clas patī).

Algunas características específicas del catalán que lo diferencian del español moderno son:
- El participio de los tiempos compuestos (formas de perfecto) puede concordar en género con el objeto directo:
A la teva germana, l'he vista aquest matí / Al teu germà, l'he vist ...
'A tu hermana, la he visto esta mañana' / 'A tu hermano lo he visto...'
- En catalán moderno, el pretérito perfecto más usado es perifrástico:
vaig anar-me'n de seguida 'me fui [de allí] enseguida'
Sé que em va estimar molt 'sé que me amó mucho'

## Sintaxis
En general el catalán sintácticamente es muy similar a otras lenguas románicas, como las lenguas iberorromances. Sin embargo, existe algunas pequeñas diferencias por ejemplo en la posición admisible para un sujeto postpuesto: en catalán, es más restrictivo que el español, el portugués o el rumano, si bien en español son posibles oraciones con orden "verbo sujeto".
(1a) Hoy comprará Juan comida.
(2a) Ayer resultaron muchos soldados heridos.
Las oraciones equivalentes en catalán no son posibles sin cambio de orden:
(1b) **Avui comprarà en Juan menjar.
(2b) **Ahir van resultar molts soldats ferits.
Otra características del catalán, compartida por el francés y el italiano, pero no por el español actual, es la concordancia del participio con el objeto directo, en el caso de tiempos compuestos:
(3) A la Joana, no l'he vista avui / A en Joan, no l'he vist avui.
'A Juana, no la he visto hoy' / 'A Juan no lo he visto hoy', aunque la perífrasis española tener + participio se da siempre: 'Esa película, ya la tengo vista' y 'Ese documental, ya lo tengo visto'.

## Dificultades ortográficas

### Flexión de género y número en nombres y adjetivos
La ortografía del catalán en ocasiones es más fonética que fonológica; eso significa que la escritura refleja alternancias fonéticas que los hablantes nativos realizan de manera natural, pero que pueden no ser obvias para los hablantes de otras lenguas que aprenden la ortografía de la lengua. Por ejemplo, en catalán una oclusiva sonora en posición final se ensordece y por eso se escribe amic 'amigo' frente al femenino amiga 'amiga'. Fonológicamente esta alternancia es regular:
La secuencia fonológica /amig/, se pronuncia como [aˈmik] y se escribe amic.
La secuencia fonológica /amig-a/ > [aˈmiɣ̞ə], se pronuncia y se escribe como amiga.
Otra complicación procede de que una vocal central [ə] (vocal neutra), que es la pronunciación del fonema /a/ en sílaba átona, puede escribirse como a en sílaba abierta (no trabada) o como e en sílaba cerrada (trabada); así 
en singular /amig-a/ > [aˈmiɣ̞ə] escrito amiga, pero en plural /amig-a-s/ > [aˈmiɣ̞əs] escrito amigues.
Este sistema semifonético de escritura ocasiona alternancias (que reflejan la variación alofónica), pero que fonológicamente son totalmente regulares:
|           | Singular               | Plural                      |
| --------- | ---------------------- | --------------------------- |
| Masculino | amic /amig-∅/ 'amigo'  | amics /amig-∅-s/ 'amigos'   |
| Femenino  | amiga /amig-a/ 'amiga' | amigues /amig-a-s/ 'amigas' |
Donde /-∅/ representa el morfo cero de masculino. Otro caso similar se presentan en adjetivos o nombres cuya forma singular acaba en el díagrafo -ig (la forma en que se representa una /ʤ/ a final de palabra):
|           | Singular                      | Plural                             |
| --------- | ----------------------------- | ---------------------------------- |
| Masculino | boig /bɔ́ʒ-∅/ > [ˈbɔʧ] 'loco'  | bojos /bɔ́ʒ-o-s/ > [ˈbɔʒus] 'locos' |
| Femenino  | boja /bɔ́ʒ-a/ > [ˈbɔʒə] 'loca' | boges /bɔ́ʒ-a-s/ > [ˈbɔʒəs] 'locas' |

### Reglas sistemáticas
Estas alternancias ortográficas mencionadas pueden ser resumidas a modo de «reglas para la formación del plural» en nombres y adjetivos:
- Todos los plurales de nombres y adjetivos acaban en -s. En la mayoría de casos, el plural se forma simplemente añadiendo una -s a la forma en singular. Por ejemplo: 
  - roure (roble) → roures
  - fort (fuerte) → forts

- Las palabras acabadas en -a átona en singular, cambian -a por -e, antes de añadir la -s final. Algunas de estas palabras requieren en plural cambios ortográficos:

| Fonema(s)      | Alternancia ortográfica | singular         | singular         | plural      | plural   |
| Fonema(s)      | Alternancia ortográfica | masculino        | femenino         | masculino   | femenino |
| -------------- | ----------------------- | ---------------- | ---------------- | ----------- | -------- |
| /-s/           | ç alterna con c         | feliç 'feliz'    | feliç 'feliz'    | feliços     | felices  |
| /-s/           | ç alterna con c         | dolç 'dulce'     | dolça 'dulce'    | dolços      | dolces   |
| /-kw/, /-k(w)/ | c alterna con qu        | cuc 'gusano      | cuca 'bicho'     | cucs        | cuques   |
| /-kw/, /-k(w)/ | c alterna con qu        | sec 'seco'       | seca             | secs        | seques   |
| /-kw/          | c alterna con qü        | oblic 'oblicuo'  | obliqua          | oblics      | obliqües |
| /-kw/          | c alterna con qü        | inicu 'inicuo'   | iniqua           | inicus      | iniqües  |
| /-ʤ-/          | tj alterna con dg       |                  | platja 'playa'   |             | platges  |
| /-ʒ/           | ig/j alterna con g      | roig 'rojo'      | roja             | rojos roigs | roges    |
| /-ʒ/           | ig/j alterna con g      | boig 'loco'      | boja             | bojos       | boges    |
| /-g/           | c alterna con gu        | amic 'amigo'     | amiga            | amics       | amigues  |
| /-gw/          | gu alterna con gü       |                  | llengua 'lengua' |             | llengües |
| /-gw/          | gu alterna con gü       | ambigu 'ambiguo' | ambigua          | ambigus     | ambigües |
- Las palabras que acaban en vocal tónica, forman el plural añadiendo -ns: 
  - cantó (lado) →  cantons
  - ple (pleno) → plens

Sin embargo, unas pocas palabras tienen la posibilidad doble de formas el plural con -s o -ns: 
- - ases o àsens (burros)
  - coves o còvens (cueva)
  - freixes o fréixens (fresnos)
  - homes o hòmens (hombres)
  - joves o jóvens (jóvenes)
  - marges o màrgens (márgenes)
  - orfes o òrfens (huérfanos)
  - raves o ràvens (rábano)
  - termes o térmens (términos)
  - verges o vèrgens (vírgenes)

- Se excluyen de la regla anterior las palabras de procedencia no latina que hacen el plural en -s:
  - sofà (sofa) → sofàs
  - cafè (café) → cafès

- Las palabras masculinas acabadas en -s, -ç y -x con acento en la última sílaba, añaden -os para formar el plural. Algunas palabras acabadas en -s  doblan la -s final del singular antes de formar el plural, acabado en os:
  - gas (gas) → gasos

No obstante, en ciertos casos se duplica la s:
- - gos (perro) → gossos
  - braç (brazo) → braços
  - reflex (reflejo) → reflexos
  - gris (gris) → grisos
  - espès (espeso) → espessos'

En general, se puede decir que esta regla tiene numerosas excepciones.
- Las palabras masculinas acabadas en -sc, -st y -xt, con acento en la última sílaba pueden añadir -os, o -s para formar el plural. 
  - bosc (bosque) → boscos o boscs'
  - impost (impuesto) → imposts' o impostos
  - text (texto) → texts o textos

Las palabras post (puesto) y host (hueste) son femeninas, sólo pueden tomar -s o -es para formar el plural: posts o postes.
- Algunas palabras masculinas acabadas en -ig pueden formar el plural de dos maneras: 
  - faig (haya) → faigs o fajos
  - passeig (paseo) → passeigs o passejos
  - desig (deseo) → desigs o desitjos'

Las formas en -gs' (faigs, passeigs, desigs) son las clásicas y aún se usan, pero en general se utiliza la terminación -os, exceptuando, por tradición, algunas palabras como raigs (rayos, como en raigs X, rayos X, o raigs ultraviolats rayos ultravioletas), plural de raig.